# Roter Samt-Täubling
Der Rote Samt-Täubling oder Kleine Reiftäubling (Russula melzeri) ist ein Pilz aus der Familie der Täublingsverwandten (Russulaceae).

## Merkmale

### Makroskopische Merkmale
Der Hut ist lila-karmin gefärbt; in der Mitte ist er dunkler getönt. Er wird bis zu 3,5 Zentimeter breit. Die Huthaut ist feinfelderig aufgerissen und feinsamtig-matt, wie bereift; der Hutrand ist leicht gerieft. Die Lamellen sind dünn, bauchig und am Stiel ausgebuchtet bis fast frei. Jung sind sie cremefarben, später hellocker und besitzen eine hellere Schneide. Sie sind mit deutlichen Queradern miteinander verbunden. Das Sporenpulver ist hellocker gefärbt. Der Stiel ist weiß, sehr gebrechlich und im Alter markig hohl. Am oberen Teil ist er bereift. Das Fleisch ist weiß, dünn und sehr brüchig. Es riecht etwas fruchtig und schmeckt mild.

### Mikroskopische Merkmale
Die Sporen selbst messen 7–8,5 × 6–7,5 Mikrometer. Die Oberfläche ist mit stumpfen, isolierten Warzen bedeckt.

## Ökologie
Der Rote Samt-Täubling ist bei Laub- und Nadelbäumen zu finden, wo er auf sauren Böden über Keupersandstein, Graniten und Gneisen wächst.

## Verbreitung

Europäische Länder mit Fundnachweisen des Roten Samt-Täublings.
Legende:
Länder mit Fundmeldungen
Länder ohne Nachweise
keine Daten
außereuropäische Länder

Der Rote Samt-Täubling kommt in Europa und Nordafrika (Marokko) vor. In Europa ist er temperat in West- und Mitteleuropa verbreitet.
In Deutschland wurde der Pilz nördlich des 53. Breitengrades bisher nicht gefunden. Südlich dieser Grenze existieren bisher nur einzelne Angaben aus den Bundesländern, die an der Staatsgrenze anliegen, er fehlt also weitgehend in Mitteldeutschland.

## Bedeutung
Der Rote Samt-Täubling ist essbar.